# Хила, Мигель
Мигель Хила Куэста (исп. Miguel Gila Cuesta, 12 марта 1919, Мадрид — 13 июля 2001, Барселона) — испанский сатирик и карикатурист, писатель и сценарист, а также актёр театра, радио и кино. Лауреат нескольких национальных и международных премий, как то премии им. Себастиа Гаша (1993) и Международной премии юмористам им. Гато Перича (1999); кроме того был награждён медалью за трудовые заслуги (1995).

## Биография
Родился в Тетуан-де-лас-Викторас городка Чамартин-де-ла-Роса (после присоединения к Мадриду — столичный район Тетуан). Так как его отец умер ещё до рождения сына, Мигель Хила жил со своими бабушкой и дедушкой в мадридском районе Чамбери. Из-за финансовых трудностей испытываемых семьёй, в возрасте 13 лет он вынужден был бросить учёбу и отправиться на заработки. В тот период Мигель Хила перебивался мелкими заработками подрабатывая то упаковщиком кофе и шоколада, то учеником маляра. Потом, наконец, устроился на постоянной основе учеником в мастерские Беттишера-и-Наварро, совмещая работу в них и обучением рисованию в вечерней школе изобразительных искусств.
Как член Объединённой социалистической молодёжи, после начала франкистского мятежа записался добровольцем в ряды Народной армии, де служил в знаменитом Пятом полку дивизии под командованием Энрике Листера.
В Эль-Висо-де-лос-Педрочес провинции Кордова, впервые попал в плен к франкистам, избавлявшимся от врагов массовыми расстрелами. Описывая этот эпизод в своих воспоминаниях, Мигель Хила писал, что выжить ему удалось благодаря простой случайности: в вечер расстрела полил сильный дождь, а уже изрядно подвыпившим конвоирам не хотелось лишний раз мёрзнуть, так что после залпа проверять и добивать раненых они не стали. Снова пленён в 1938 году в Эстремадуре и теперь уже до конца войны и в последовавший за ней период «нормализации» содержится по тюрьмам и концлагерям, в том числе в тюрьме Йесериас, в Карабанчеле на строительстве печально известной тюрьмы, в тюрьме Торрихос, где познакомился с поэтом Мигелем Эрнандесом.
В 1950-е гг. выступает с импровизациями в театре и на радио. В 1968 году, на фоне обострившихся личных и политических проблем, вынуждено отправился в добровольное изгнание в Аргентину. В Латинской Америке продолжает участвовать во многих проектах: в Мексике участвует в работе сатирического журнала, в Венесуэле участвует в телерадио постановках на канале RCTV. В 1977 году впервые с начала своего изгнания посещает Испанию, куда окончательно возвращается в 1985 году.

### Книги
- La Jaleo, El Bizco y los demás. Barcelona: Ediciones DIMA, 1966
- Un borrico en la guerra. Barcelona: Dima, 1967
- El libro de quejas de Gila. Madrid: Ediciones SEDMAY, 1975
- El libro rojo de Gila. Madrid, 1974
- De Gila con humor. Madrid: Editorial Fundamentos, 1985
- Yo, muy bien: ¿y usted?. Madrid: Ediciones Temas de Hoy, 1994
- Y entonces nací yo. Madrid: Ediciones Temas de Hoy, 1995
- Un libro libre. Promoción Popular Cristiana, 1996
- Memorias de un exilio. Salamanca: Ediciones Universidad de Salamanca, 1998
- Encuentros en el más allá. Madrid. Ediciones Temas de Hoy, 1999
- Siempre Gila: Antología de sus mejores monólogos. Madrid: Aguilar, 2001
- Cuentos para dormir mejor. Barcelona: Editorial Planeta, 2001
- Tipologilas. Barcelona: Círculo de Lectores, 2002